# A Midsummer's Love Tangle
A Midsummer's Love Tangle è un cortometraggio muto del 1914 diretto da Harry A. Pollard che ne è anche interprete a fianco della moglie, l'attrice Margarita Fischer e a Fred Gamble e Kathie Fischer (nipote di Margarita, in un ruolo maschile).
Prodotto dalla Beauty (American Film Manufacturing Company), il film ebbe come sequel il cortometraggio A Suspended Ceremony, che uscì nelle sale il 4 agosto di quello stesso anno.

## Trama
Il giudice Lynn manda la famiglia - la moglie e i due figli Trixy e Buddy - nella loro casa di campagna a Lakeside dove lui li raggiunge ogni fine settimana. Jack Weston, un giovane gentiluomo, corteggia Trixy ma mette di malumore il giovane Buddy, quando non vuole che lui si unisca a loro durante una gita in barca. Una mattina, il giudice sta leggendo sul giornale di un ladro di gioielli, Slippery Sam, che pare trovarsi a Lakeside travestito da donna. Buddy, arrabbiato dopo che i due innamorati lo hanno escluso dalla loro gita, se la prende anche con suo padre che lo manda a casa quando lo vede nuotare nel lago. Spiando il padre, vede che questi si getta in acqua. Per vendicarsi, gli sottrae i vestiti. Finita la nuotata, il giudice non trova più di che vestirsi e, alla ricerca di qualcosa con cui coprirsi, entra in una tenda dove trova solo degli abiti femminili. Buddy, vedendo il padre vestito da donna, mostra l'articolo sul ladro a Jack al quale indica suo padre come il malvivente travestito. Jack, che non conosce il giudice, si fa coraggio e, per fare bella figura, cattura quello che lui crede un ladro, portandolo in prigione. Le proteste del giudice sono vane ma, quando viene riconosciuto, viene immediatamente rilasciato. Quella stessa sera, Jack gli si presenta a casa per chiedere la mano di Trixy: appena vede il suo sequestratore, il giudice lo butta fuori di casa nonostante le suppliche della figlia. Jack si ripromette, comunque, di riuscire a conquistare la mano della ragazza.

## Produzione
Il film fu prodotto dalla Beauty (American Film Manufacturing Company).

## Distribuzione
Distribuito dalla Mutual, il film - un cortometraggio in una bobina - uscì nelle sale statunitensi il 28 luglio 1914.